# كلية هندسة المعلومات والاتصالات (جامعة تشرين)
كلية هندسة تكنولوجيا المعلومات والاتصالات هي إحدى الكليات التابعة لجامعة تشرين في سوريا اقرت عام 2006، مقرها مدينة طرطوس الساحلية.
يبعد مبنى الكلية، عن مركز المدينة، حوالي 10كم، في بلدة بيت كمونة، التابعة لمدينة طرطوس.

## يضم المبنى كليتين
1. كلية هندسة تكنولوجيا المعلومات والاتصالات(هتما)، وتضم الأقسام (تكنولوجيا المعلومات، تكنولوجيا الاتصالات، النظم الحاسوبية)
2. كلية العلوم الثانية، وتضم قسمين (الفيزياء، والرياضيات، وحديثا الكيمياء)

يدرس في الكلية حوالي (2000) طالب، في جميع السنوات، وتم تخريج دفعتين من كلية هتما: الدفعة الأولى عام 2013، والدفعة الثانية عام 2014.
كما تم تخريج ثلاث دفعات من كلية العلوم: الدفعة الأولى عام 2012، والدفعة الثانية عام 2013، والدفعة الثالثة عام 2014.

## نظام الدراسة في الكلية
اتبعت الكلية ثلاثة أنظمة دراسة:
1. النظام الفصلي منذ افتتاح الكلية عام 2008 وحتى عام 2011.
2. نظام الساعات المعتمدة من عام2011 وحتى عام 2014.
3. النظام الفصلي الجديد بدأ في 2014 وهو نظام الدراسي المتبع في الكلية حالياً.

## مواد التدريس
ضمن فرع الهتما، يتم تدريس لغات البرمجة، بالإضافة (للخوارزميات، وبنى المعطيات، وبرمجة الويب، والوسائط المتعددة، والذكاء الصنعي، والدارات المكاملة).
أيضا (الاتصالات الضوئية، والسلكية، واللاسلكية، والمرئية، والفضائية)، مع كثير من مقررات الرياضيات، والفيزياء.
اما بالنسبة لفروع الرياضيات (رياضيات بحتة، وعقدية، وبحثية، وعددية، وبحوث رياضية).
ويعد هذا الفرع، من أكثر الفروع تقدما على مستوى الجامعات السورية، باختصاصاته حيث يشمل ثلاثة أفرع.